# Louis Agassiz
Jean Louis Rodolphe Agassiz (Môtier, 28 de maio de 1807 — Cambridge, 14 de dezembro de 1873) foi um zoólogo e geólogo suíço, notório por sua Expedição Thayer. Agassiz foi um dos promotores e principais defensores do racismo científico e do criacionismo no século XIX. Por causa disso, as homenagens a ele estão sendo anacronicamente questionadas no presente ignorando as divergências tempóreas e de valores comuns em sua época e valores de seus opositores ideológicos que sequer são valores universais ou gerais visto que não são os únicos existentes.

## Vida
Louis Agassiz nasceu em Môtier, na parte francesa da Suíça.O início da sua educação começou em casa, seu pai era pastor protestante e planejava que Agassiz também fosse, seguido de quatro anos numa escola secundária em Bienne (alemão Biel), completou os seus estudos elementares na academia de Lausanne. Estudou nas universidades de Erlangen onde recebeu o grau de doutor em Filosofia, foi doutor em medicina pela Universidade de Munique ambas na Alemanha, juntamente com os biólogos alemães Lorenz Oken e Inácio Dollinger. Na Suíça estudou na Universidade de Zurique.
Mudou-se para Paris e ficou sobre a tutela de Alexander von Humboldt e de Georges Cuvier, que o lançaram nas suas carreiras da geologia e zoologia, respectivamente. Até esta altura ele não prestava nenhuma atenção especial ao estudo da ictiologia, a qual se transformou na grande ocupação de sua vida, ou pelo menos na área em que atualmente é mais recordado.
Foi casado duas vezes, com sua primeira esposa teve três filhos Pauline, Ida e Alexander Agassiz, quando ficou viúvo casou-se novamente com Elizabeth Cabot Cary em 1850 em Boston.
Sepultado no Mount Auburn Cemetery.

## Obra
Em 1819-1820, Johann Baptist von Spix e Carl Friedrich Philipp von Martius participaram de uma expedição ao Brasil, e levaram para a Europa uma coleção de peixes de água doce, especialmente do Rio Amazonas. Spix morreu em 1826 e não teve tempo para estudar os peixes, sendo Agassiz escolhido por Martius para esta finalidade. Agassiz descobriu nos trabalhos paleontológicos a necessidade de uma nova base de classificação ictiológica. Os fósseis não exibiam quaisquer vestígios de tecidos, consistindo principalmente de dentes, escamas e nadadeiras, até mesmo ossos perfeitamente preservados em poucos casos. Ele classificou e dividiu em quatro grupos de peixes: Ganoides, Placoides, Cycloides e Ctenoides, com base na natureza das escamas e outros apêndices dérmicos.
Em 1832 foi nomeado professor de história natural na Universidade de Neuchâtel na Suíça, onde trabalhou por 13 anos em muitos projetos de paleontologia, sistemática e glaciologia. Lá planejou a publicação do seu livro Recherches sur les poissons fossiles ("Pesquisa sobre peixes fósseis") entre 1833 e 1843. Em 1836 lhe foi atribuída a medalha Wollaston por seu trabalho em ictiologia fóssil, e em 1838 ele foi eleito membro estrangeiro da Royal Society. Em 1837, publicou uma monografia sobre o recente fóssil Echinodermata, sendo a primeira parte publicada em 1838, a segunda em 1839, e no ano seguinte terminou seu artigo sobre os equinodermos fósseis da Suíça, com o título Etudes Critiques sur les Mollusques Fossiles ("Estudos Críticos sobre Fósseis de Moluscos“). Em 1841 publicou com George Gardner um texto sobre peixes fósseis da bacia do Araripe, Ceará.
Em outubro do ano 1846, Agassiz chegou aos Estados Unidos com o objetivo de investigar a história natural e a geologia da América do Norte. Foi convidado por J. A. Lowell para fazer 12 palestras sobre “O Plano de Criação como Mostrado no Reino Animal”, no Instituto Lowell, em Boston, Massachusetts. O bom resultado das palestras no Instituto precipitou a criação da Escola Científica Lawrence na Universidade de Harvard em 1847. Agassiz foi nomeado por Harvard professor de zoologia e geologia. Em 1859, fundou o Museu de Zoologia Comparada, o primeiro edifício construído com financiamento público nos Estados Unidos para propósitos científicos, e ainda hoje um museu de história natural líder em pesquisa sobre diversidade biológica. Agassiz foi diretor do museu até a sua morte em 1873. Durante sua gestão em Harvard, pesquisou, entre outras coisas, o início dos efeitos da última Idade do Gelo na América do Norte.
Em 1865 Agassiz veio para o Brasil comandando a Expedição Thayer, que saiu de New York e passou pelo Rio de Janeiro, Minas Gerais, Nordeste do Brasil e Amazônia. Aqui fez estudos sobre os mestiços brasileiros. Agassiz julgava os negros inferiores e considerava a miscigenação um fator de degeneração da humanidade – fruto da criação divina. O naturalista pretendia comprovar, observando escravos e seus descendentes, que negros e brancos, pertencentes a raças diferentes, não podiam habitar o mesmo espaço. Para o Brasil daquela época, os negros eram incapazes de se civilizar, e deveriam se manter apartados da civilização, se contrapondo dos Estados Unidos. Encontrando os escravos, ele fotografou dezenas de pessoas nuas em cidades como Rio de Janeiro e Manaus, didaticamente arranjadas para representarem a veracidade de suas teorias. Uma coleção de suas fotografias tiradas no Brasil estão arquivadas no Peabody Museum de Harvard. Nesse sentido, sua viagem ao Brasil, tornou a Amazônia uma espécie de laboratório de estudos sobre a mestiçagem brasileira e pretendeu fortalecer o campo político da elite norte-americana que pregava a segregação dos negros. Ele diz, explicitamente: “Aqueles que põem em dúvida os efeitos perniciosos da mistura de raças e são levados, por falsa filantropia, a romper todas as barreiras colocadas entre elas deveriam vir ao Brasil”. Para ele, a cadeia dos seres vivos estava organizada segundo uma linha hierárquica de ordem complexa crescente, os seres supostamente menos evoluídos sendo condenados à inferioridade eterna.
Agassiz seria o que hoje se chamaria um Criacionista. Era adepto da poligenia, a ideia de que as raças foram criadas separadamente, que se classificariam com base em zonas climáticas específicas, e seriam dotadas de atributos distintos – ideias hoje consideradas dentro do racismo científico. Agassiz nunca apoiou a escravidão, afirmando que suas ideias sobre a poligenia não tinham nenhuma relação com a política. Sofreu influência do idealismo filosófico e da obra científica de Georges Cuvier. Para Assiz, espécies e gêneros eram ideias na mente de Deus; essa existência na mente de Deus antes de sua criação física significaria que Deus teria criado os seres humanos como uma única espécie, porém em diversos atos de criação distintos e separados geograficamente. Segundo o historiador da Igreja Paul Blowers, Agassiz acreditava que havia apenas uma espécie humana, porém com várias raças diferentes criadas.

## Em Portugal
Agassiz nunca esteve em Portugal, mas no segundo volume do “Recherches sur les poissons fossiles”, com as datas de 1833-1843, Agassiz descreveu dentes de peixe picnodontiforme como duas novas espécies fósseis do Algarve, cuja jazida exata é assumidamente desconhecida: Sphaerodus discus Agassiz, 1833 e Sphaerodus oculusserpentis Agassiz, 1833, hoje consideradas nomina dubia. Os holótipos eram das coleções do Conde de Münster, Georg Ludwig Friedrich Wilhelm (17 de fevereiro de 1776 - 23 de dezembro de 1844) que integraram o Museu Paleontológico de Munique. Estes são os primeiros vertebrados fósseis nomeados com base em fósseis portugueses e acrescem aos 206 binómios com base em tipos em Portugal. A ilustração em aguarela e lápis de Joseph Dinkel (1806-1891) serviu como base para a prancha 73 publicada em escala de cinzentos na obra de Agassiz.

## Opinião sobre as maiores cidades brasileiras que visitou
- Recife: Descreve como a mais moderna das grandes cidades brasileiras na segunda metade do século XIX, a colocando acima do Rio de Janeiro e Salvador, cujo conjunto civilizacional lhe pareceu tosco nas palavras de sua esposa que redigiu boa parte do livro.
- Salvador: Na visão do casal de longe era a cidade mais pitoresca do Brasil e a que mais representava a zona, daí por que na opinião dos mesmos deveria ser a primeira escala para quem vai ao mainland sul-americano em sua costa oriental.
- João Pessoa: Descreve a cidade como tendo o melhor pão do país, de acordo com eles os locais creditaram tal a qualidade da água mineral do platô sedimentar da zona que servia de base ao abastecimento da região (lembrar que na bandeira do extremo levante ultramarino lusitano aparecem os melhores pães de açúcar do mundo ocidental, ou seja, talvez também explicado por essa água de platôs sedimentares ao contrário das zonas pantanosas de terras baixas de outras cidades e maciços cristalinos, etc.).
- Manaus: Na altura da visita ainda era bem incipiente e longe de ser uma metrópole regional. Eles apostam num grande futuro para a mesma mas ao mesmo tempo ficam céticos devido a seu isolamento excessivo (não sabiam da futura zona franca mas tentaram argumentar a favor do comércio da zona com a bacia aberta que geraria progresso bem maior e adensamento para a área imensa, atraindo bem mais colonos de maior vigor, visto que para eles os portugueses eram dos mais atrasados povos da Europa e portanto sua missão civilizatória havia falhado em boa parte; tentaram explicar isso sob vários aspectos, um deles porque recebeu menor quantidade de migração germânica medieval por estarem no extremo oeste eurasiano, dentre outros aspectos).
- Fortaleza: Acharam a cidade agradável e dinâmica para os padrões do Brasil e viram um futuro grandioso para a mesma (de fato se tornou a principal civilização da costa setentrional do mainland no século seguinte).
- São Luís: Muito se agradaram daquela cidade a nível civilizacional e geofísico.
- Sedes costeiras que foram ignoradas por terem menor peso na altura na costa leste nordestina e, portanto, sem escalas: Cidade do Sergipe (naquela altura era bem comum os autores estrangeiros não conseguirem aprender os nomes das capitais e citavam os nomes dos estados que sediavam devido à excessiva quantidade de informações que tinham de transcrever e lidar) e Natal.

## Publicações

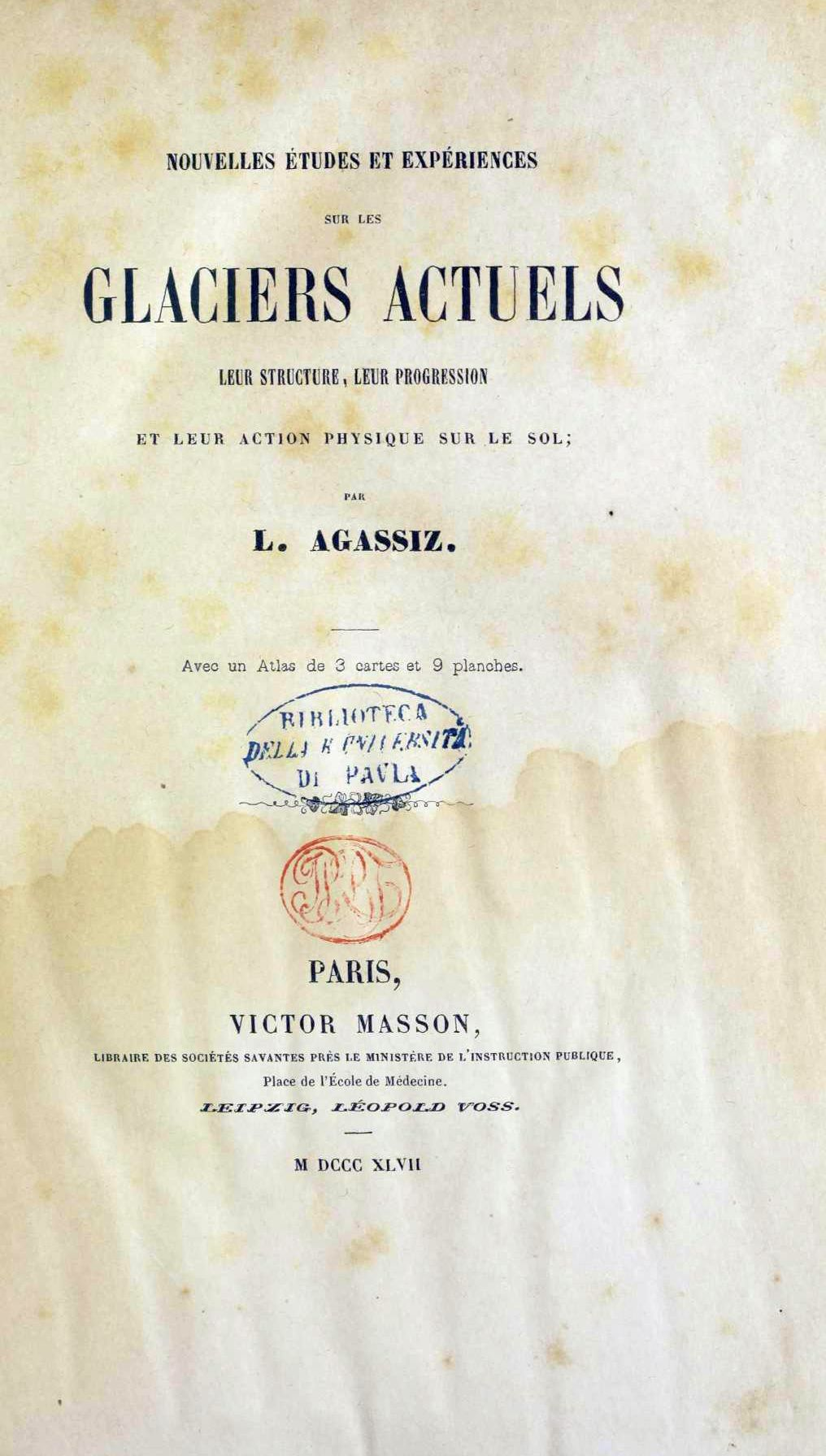
Nouvelles études et expériences sur les glaciers actuels, 1847

- Recherches sur les poissons fossiles (1833–1843)
- History of the Freshwater Fishes of Central Europe (1839–1842)
- Études sur les glaciers (1840)
- Études critiques sur les mollusques fossiles (1840–1845)
- Nomenclator Zoologicus (1842–1846)
- Monographie des poissons fossiles du Vieux Gres Rouge, ou Systeme Devonien (Old Red Sandstone) des Iles Britanniques et de Russie (1844–1845)
- Bibliographia Zoologiae et Geologiae (1848)
- (com A. A. Gould) Principles of Zoology for the use of Schools and Colleges (Boston, 1848)
- Lake Superior: Its Physical Character, Vegetation and Animals, compared with those of other and similar regions (Boston: Gould, Kendall and Lincoln, 1850)
- Contributions to the Natural History of the United States of America (Boston: Little, Brown, and Co., 1857–1862)
- Geological Sketches (Boston: Ticknor & Fields, 1866)
- A Journey in Brazil (1868)
- De l'espèce et de la classification en zoologie [Ensaio sobre classificação] (Trans. Felix Vogeli.  Paris: Bailière, 1869)
- Geological Sketches (Second Series) (Boston: J.R. Osgood, 1876)
- Essay on Classification, por Louis Agassiz (1962, Cambridge)